# Димитър Маринов (актьор)
Вижте пояснителната страница за други личности с името Димитър Маринов.
Димитър Маринов е български актьор, играл в Холивуд. През 2019 г. става първият български актьор, качил се на сцената на Оскарите по време на 91-вата церемония след като филмът „Зелената книга“, в който участва във второстепенна роля, печели наградата за най-добър филм. На сцената той се появява с малко българско флагче в джоба на сакото. Той е на 60 години. 
Почетен гражданин на София (2021)

## Биография

### Ранни години в България
Димитър Маринов, известен сред българите в Сан Диего като „Митко цигулката“, е роден на 6 октомври 1964 г. в София като извънбрачно дете. Осиновен е от лелята на биологичната му майка, член на семейство Маринови, добре известните собственици на тютюневи фабрики, използвани като прототип в книгата на Димитър Димов „Тютюн“. Започва да свири на цигулка още като дете. На 11 години вече е първа цигулка във филхармония „Пионер“ с диригент проф. Влади Симеонов. С филхармонията през 1979 г. пътува в Ню Йорк, където има концерт в Кръглата зала на ООН. Диригент е композиторът, автор на „Уестсайдска история“ Ленард Бърнстейн. Това преживяване оставя дълбоки следи в съзнанието му. Завършва средното си образование в железопътния техникум в София.
Първият му учител по актьорско майсторство е Невена Коканова, с която се запознава на пионерски лагер. През 1982 г. го приемат във ВИТИЗ, но преди това трябва да отбие военната си служба. След опит за бягство от България като войник, той попада в затвора за 2 години и половина. Въпреки трудностите и перипетиите, следващи от политическата присъда, успява да кандидатства отново, да запише и завърши ВИТИЗ в класа на професор Крикор Азарян. Междувременно през 1990 г. участва в турне в САЩ и Канада с вокалния състав на проф. Румен Цонев.

### САЩ
Решава да не се връща в България, да остане В САЩ и се озовава в Ноксвил, Тенеси. Първите дни свири на цигулка на улицата, за да се прехранва. Работи и като мияч на съдове, в пицария, в строителството, а след това отваря и свой ресторант. От 1993 г. живее в Карлсбад, окръг Сан Диего. Кариерата си на актьор започва през 1999 г. По това време среща и бъдещата си жена Дженифър, с която сключват брак през 2003 г. Имат двама сина, Йордан и Михаил.

#### Холивуд
След тригодишно бизнес начинание в Коста Рика от 2006 до 2009 г., свързано с хотелиерство, Димитър Маринов се завръща в САЩ заедно със семейството си, за да разшири актьорската си кариера с участие в реклами, телевизия и филми. Снима се с Матю Пери, Аштън Кътчър, Селена Гомес, София Вергара, Джеф Бриджис, Кийфър Съдърланд и други известни холивудски актьори.
В „Мъже от стомана“ на братята Бандито Маринов прави дебюта си на големия екран като Керимов, руски учен и контрабандист. Снима се и в други второстепенни роли като „Лошо поведение“ (2014 г.) и „Код: 999“ (2016 г.). Междувременно се снима и в отделни епизоди на телевизионни сериали като „Военни престъпления“, „Военни престъпления: Лос Анджелис“, „Закон и ред: Лос Анджелис“, „Американците“ и други.

#### Пробив
Големият пробив на Димитър Маринов е с филма „Зелената книга“ на режисьора Питър Фарели. В него той играе ролята на челиста Олег. Не го одобряват на първи кастинг, но след като за пет дни се научава да свири на чело, бива одобрен на втория кастинг. Друга причина да го одобрят е значителната му прилика с музиканта Юрий Тахт, чийто прототип е героят му. В този филм партнира на Виго Мортенсен и Махершала Али. Филмът получава над десет награди, включително наградата Оскар за най-добър филм и „Златен глобус“ за най-добър сценарий.. През 2020 година Димитър Маринов е участник в шоуто „Като две капки вода“.

## Филмография

### Филми
| Година | Заглавие                   | Роля                 | Бележки |
| ------ | -------------------------- | -------------------- | ------- |
| 1979   | Тримата от морето          | Зоро                 |         |
| 1990   | Бина                       | Ефтим                |         |
| 1990   | Софийска история           |                      |         |
| 2012   | Мъже от стомана            | Керимов              |         |
| 2014   | Лошо поведение             | Мантас Бартуска      |         |
| 2016   | Код: 999                   | Шофьор               |         |
| 2017   | Ад или лютив сос           | Димитър              | кратък  |
| 2017   | Руски американец           | Аркади               |         |
| 2017   | Снимка с Юки               | майор Григор Антонов |         |
| 2018   | Зелена книга               | Олег                 |         |
| 2019   | Следвай ме                 | Игор                 |         |
| 2024   | Гунди – Легенда за любовта | Аспарух              |         |

### Телевизия
| Година | Заглавие                          | Роля               | Бележки                                                    |
| ------ | --------------------------------- | ------------------ | ---------------------------------------------------------- |
| 2001   | 18-те колела на правосъдието      | Преводач / Агент   | Епизод: Разпитът                                           |
| 2011   | Мистър Съншайн                    | чичо               | Епизод: Асистентът                                         |
| 2011   | Закон и ред: Лос Анджелис         | Играч на шахмат #1 | Епизод: Плъмър Парк                                        |
| 2012   | Военни престъпления               | Гена Козлов        | Епизод: Обгърнат в пушек                                   |
| 2013   | Контакт                           | Таксиметров шофьор | Епизод: По-близо                                           |
| 2014   | Бруклин 99                        | Алексей Биско      | Епизод: В засада                                           |
| 2015   | Агент Картър                      | Фьодр              | Епизод: Грях за грешка                                     |
| 2015   | Военни престъпления: Лос Анджелис | Шофьор на лимузина | Епизод: Чернов, К.                                         |
| 2015   | Скорпион                          | Зорик              | Епизод: Куба Либре                                         |
| 2016   | Странна двойка                    | Саша               | Епизод: Плъмър Парк                                        |
| 2016   | Американците                      | Фьодр              | Епизод: Персона нон грата                                  |
| 2016   | Рей Донован                       | руснак             | Епизод: Разчисти сметки преди да напуснеш                  |
| 2016   | По-добри неща                     |                    | Епизод: Козината на кучето                                 |
| 2017   | Кошници                           | Владимир           | Епизод: Цирк                                               |
| 2017   | Енджи Трайбека                    | Антон Чехов        | Епизод: Hey, I'm Solvin' Here!                             |
| 2017   | Стрелец                           | руски офицер       | Епизод: Това ще бъде денят                                 |
| 2017   | Ясновидец                         | Наемодател         | Епизод: Момчета и кукли                                    |
| 2018   | Бери                              | Абас               | Епизод: Глава четвърта: Задължение ... към теб             |
| 2018   | Чужденци                          | Влад               | Епизод: Изчезването на Катя Ромейн                         |
| 2020   | Като две капки вода               |                    | класира се на 3-то място, но отстъпва мястото си на финала |